# Strategy
Strategy (estilizado en mayúsculas) es el decimocuarto EP del girl group surcoreano Twice. Fue publicado el 6 de diciembre de 2024 por JYP Entertainment y Republic Records. El EP contiene siete canciones, incluyendo el sencillo principal, «Strategy», que cuenta con la participación de la rapera estadounidense Megan Thee Stallion.

## Antecedentes y lanzamiento
El 20 de octubre de 2024, el mismo día de su noveno aniversario desde su debut, Twice realizó un fanmeeting llamado Home 9round. Al final de la presentación, el grupo anunció su regreso en diciembre con un nuevo álbum. Horas después, el grupo anunció oficialmente la fecha de lanzamiento y el título del EP.

## Lista de canciones
| Lista de canciones de Strategy |                                      |                                                                          |                                                   |                      |          |  |
| N.º                            | Título                               | Letras                                                                   | Música                                            | Arreglos             | Duración |  |
| 1.                             | «Strategy» (con Megan Thee Stallion) | Boy Matthews Cleo Tighe Megan Pete                                       | Earattack Matthews Tighe Lee Woo-hyun             | Earattack Lee W.     | 3:22     |  |
| 2.                             | «Kiss My Troubles Away»              | Lauren Aquilina Albert Stanaj Ryan Marrone                               | Aquilina Stanaj Marrone                           | Marrone The Imports  | 2:54     |  |
| 3.                             | «Like It Like It»                    | Youra (Full8loom) Chari (153/Joombas) Rizin (153/Joombas) Lee Hyung-seok | Gabriel Benjamin Sofia Quinn                      | G. Benjamin          | 3:02     |  |
| 4.                             | «Sweetest Obsession»                 | Keum Lu-na (Lalala Studio)                                               | Lauren LaRuque Brandon Benjamin Xansei            | B. Benjamin Xansei   | 2:47     |  |
| 5.                             | «Keeper»                             | Dahyun                                                                   | Rachel West Malia Civetz Barry Cohen Rob Grimaldi | Gingerbread Grimaldi | 2:36     |  |
| 6.                             | «Magical»                            | Johan Fransson Autumn Marie Buysse                                       | Fransson Buysse Oliver Lundström                  | Fransson Lundström   | 3:16     |  |
| 7.                             | «Strategy»                           | Matthews Tighe                                                           | Earattack Matthews Tighe Lee W.                   | Earattack Lee W.     | 2:47     |  |
| 20:44                          |                                      |                                                                          |                                                   |                      |          |  |

## Posicionamiento en listas

### Listas semanales
| Lista (2024)                     | Mejor posición |
| -------------------------------- | -------------- |
| Alemania (Offizielle Top 100)    | 56             |
| Bélgica (Ultratop Flandes)       | 99             |
| Bélgica (Ultratop Valonia)       | 90             |
| Corea del Sur (Circle)           | 1              |
| Estados Unidos (Billboard 200)   | 4              |
| Japón (Japan Hot Albums)         | 22             |
| Japón (Oricon)                   | 2              |
| Reino Unido (UK Album Downloads) | 6              |
| Suiza (Schweizer Hitparade)      | 47             |

### Listas mensuales
| Lista (2024)           | Mejor posición |
| ---------------------- | -------------- |
| Corea del Sur (Circle) | 2              |

## Certificaciones
| País                                                     | Certificación | Ventas   |
| -------------------------------------------------------- | ------------- | -------- |
| Corea del Sur (KMCA)                                     | 3× Platino    | 750 000^ |
| ^cifras de envíos basadas únicamente en la certificación |               |          |

## Historial de lanzamiento
| Región         | Fecha                  | Formatos                   | Discográfica |
| -------------- | ---------------------- | -------------------------- | ------------ |
| Corea del Sur  | 6 de diciembre de 2024 | CD                         | JYP Republic |
| Estados Unidos | 6 de diciembre de 2024 | Vinilo                     | JYP Republic |
| Varios         | 6 de diciembre de 2024 | Descarga digital streaming | JYP Republic |